# Япония и Россия
«Япония и Россия» (в старой орфографии «Японія и Россія») — еженедельная иллюстрированная газета, выходившая в Кобе в 1905—1906 годах в Японии для военнопленных Русско-японской войны. Вышло 16 номеров газеты. Редактор Цудзи Ивао (яп. 辻岩雄). Газета обязана «почину и средствам» Партии социалистов-революционеров (главным образом их организации в Соединённых Штатах Америки).

## О газете
Первый номер издания «Япония и Россия» вышел 8 июля 1905 года (по японскому летоисчислению — 38 года Мэйдзи) в городе Кобе. Газета выходила 4 раза в месяц. Подписка принималась в отделе редакции газеты Kobe Daily News по адресу 320, Санномия-тё, Кобе. Подписная цена с пересылкой: на год — 20 иен, на один месяц — 2 иены.
Редактором этого иллюстрированного еженедельника оказался русский революционер и политэмигрант Николай Судзиловский, который приехал с Гавайев в Японию по приглашению американского журналиста Джорджа Кеннана. Одним из сотрудников газеты стал Алексей Новиков-Прибой.
Редакция помещала официальные обращения, материалы русских подписчиков, Японского православного общества духовного утешения военнопленных (учреждено по инициативе нескольких православных христиан-японцев), Справочного бюро военнопленных (открыто на основании международного права и постановления Гаагской конференции), Нью-Йоркского Общества Друзей Русской Свободы (адрес: 23 West 44h Street, New York), а также уроки японского языка, новостные телеграммы (в том числе о японских военнопленных в России), фотографии, сообщения о сражениях, количестве вновь поступивших пленных, экскурсии пленных по окрестностям и др.
Публиковались рекламные объявления различного характера, например: «На гавайских островах продаётся плантация в 100 акров…», «Японско—русский переводчик», японских продуктов, товаров и услуг. Также помещались реклама фабрик, отелей («Осака», немецкая гостиница «Макадо» в Иокогама, Нэгиси), книжных и музыкальных магазинов, магазинов фарфора, фотоаппаратов и др.
Газета отличалась просветительскими и революционными статьями, вниманием к международным событиям, анализом публикаций других изданий, например газеты «Владивосток». Печатались обзоры заработных плат по специальностям.
На страницах публиковались и материалы, освещавшие жизнь выходцев из России в различных частях планеты, например «Русской Колонии на Сандвичевых Островах».

## Цитаты

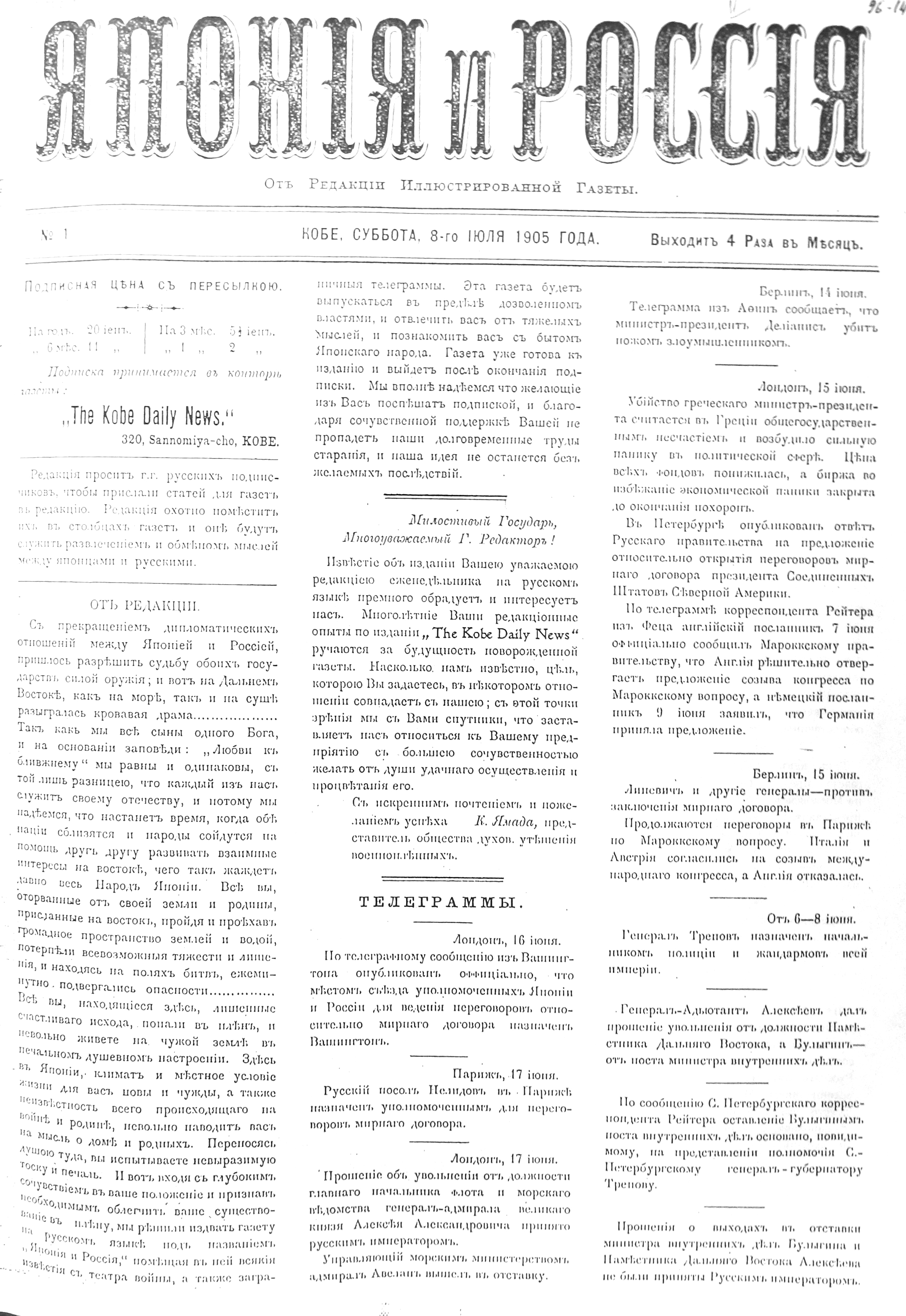
Первая полоса номера № 1 газеты «Япония и Россия» от 8 июля 1905 г., выходившая в Японии для военнопленных из Российской империи

Цитата с первой полосы:

 «Телеграммы из России сообщают, что манифест 16 августа о даровании конституции, состряпанный в канцелярии Булыгина, был принят народом с ледяною холодностью. Другого приёма и не могло быть для этого бюрократического творчества, потому что даруемая Государственная Дума ровно ничего не дарует и старом порядке вещей ничего не изменяет. … в настоящее время, когда крестьяне собираются открыто тысячами и обсуждают государственные вопросы, подобное шарлатанство доказывает только, как мало русская бюрократия осведомлена о том, что делается в России, как чужда она народу, какая пропасть вырыта между ними. Так же мало осведомлена, как раньше о Японии…»
Новости о возвращении пленных:

 «Пленные из Фукуока, Куруме, Кумамото и Кокура будут отправлены по железной дороге в Нагасаки. Железнодорожная линия Киушу получила приказания подготовить поезда. Всего пленных в этих четырёх приютах 13 810. Понадобится 25 поездов по 500 человек. Чтобы не нарушать пассажирского правильного сообщения, больше 2—х поездов пленных в день нельзя будет отправить, так что возьмёт 12—13 дней для транспортировки пленных из Киушу. … В Нагасаки два парохода Германского Ллойда ожидают ратификации трактата, чтобы начать перевозку пленных. Всего русским правительством зафрахтовано у Германского Ллойда пять пароходов. Другие будут „Добровольцы и Азіатской Ко“ (Датско—Русской). … Пленных будут принимать в Кобе, Иокогаме и Нагасаки. С Германским Ллойдом контракт заключён по 165 рублей за человека. Большая часть отправится через Суец в Одессу и только небольшая часть во Владивосток». 

## Подписчики
По подсчёту на август 1905 года число русских военнопленных в Японии достигло 71 272 человека.
| №         | Приюты    | Офицеры | Ниж. чины | Всех вместе |
| --------- | --------- | ------- | --------- | ----------- |
| 1         | Нарасино  |         | 11 791    | 1191        |
| 2         | Такасаки  | 21      | 522       | 543         |
| 3         | Сендай    | 37      | 2 037     | 2 074       |
| 4         | Сидзуока  | 109     | 110       | 219         |
| 5         | Тоёхаси   | 40      | 840       | 880         |
| 6         | Нагоя     | 110     | 858       | 968         |
| 7         | Хамадера  | 51      | 22 122    | 22 173      |
| 8         | Оцу       |         | 728       | 728         |
| 9         | Фусими    | 20      | 1514      | 1534        |
| 10        | Ямагути   | 30      | 330       | 360         |
| 11        | Кумамото  | 46      | 1972      | 2018        |
| 12        | Куруме    |         | 2323      | 2323        |
| 13        | Канадзава | 38      | 3226      | 3264        |
| 14        | Цуруга    |         | 491       | 491         |
| 15        | Сабаэ     | 20      | 20        | 40          |
| 16        | Химедзи   |         | 2181      | 2181        |
| 17        | Фукутияма |         | 1100      | 1100        |
| 18        | Мацуяма   | 373     | 1960      | 2333        |
| 19        | Маругаме  |         | 350       | 350         |
| 20        | Дзенцудзи |         | 999       | 999         |
| 21        | Дайри     | 5       | 91        | 96          |
| 22        | Кокура    | 22      | 1000      | 1022        |
| 23        | Фукуока   | 52      | 2877      | 2920        |
| 23.000001 | Итого     | 974     | 59 445    | 60 419      |

Кроме того, военнопленные находились в приютах других городов: Сакура, Такасаки, Тенноодзи, Киото.

## От редакции
Завершая выпуск газеты на № 16 от 25 января 1906, редакция опубликовала напутствие к читателям. Фрагмент:

С этим 16-м номером издание «Японии и России» прекращается. Прекращается оно, потому что газета была назначена исключительно для пленных, которые теперь возвращаются домой. Дальнейшее издание для России потребовало бы значительных изменений во всех отношениях. Мы намеривались сделать это, превратив «Японию и Россию» в «Восточную неделю». Но со дня манифеста 17 октября, который русский народ устами царя обеспечил себе свободу печати внутри государства, всякое заграничное издание на русском языке для России теряет смысл.